# Peter Reif

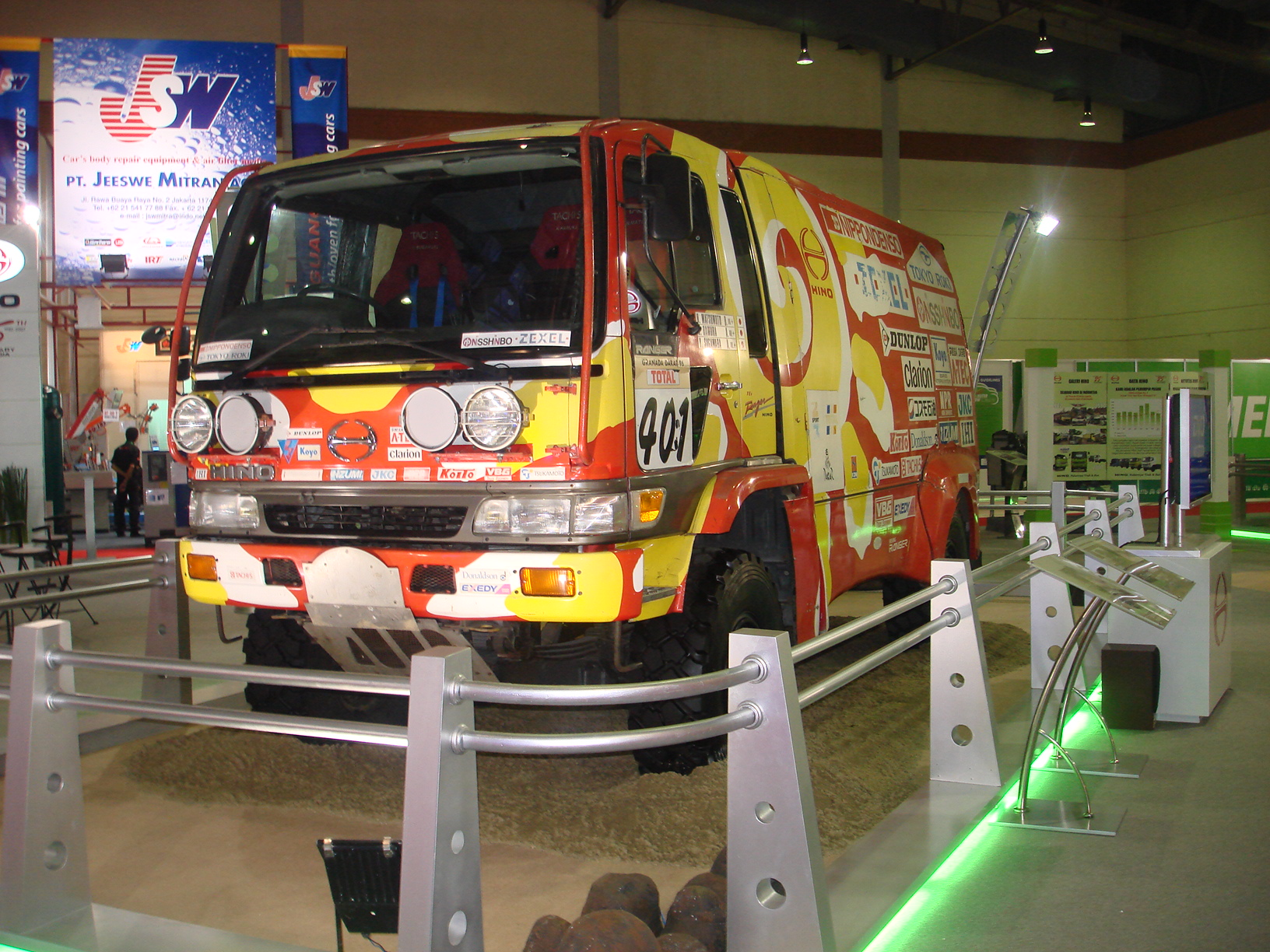
Hino Ranger wie ihn Peter Reif zur Rallye Dakar 1997 fuhr und damit die Klasse der LKW gewann

Johann Peter Reif (* 13. August 1950) ist ein ehemaliger österreichischer Rallye-Raid-Fahrer und Gewinner der Rallye Dakar in der Klasse der LKW.

## Karriere
Reif ist Vorstandsmitglied bei Magna Steyr und 13-facher Teilnehmer der Rallye Dakar in der Klasse der LKW.  In den Jahren 1983 und 1984 durchquerte er unter anderem mit Arike Mijnlieff die Sahara mit zwei VW-Bussen vom mauretanischen Nouakchott über Mali, Niger, Algerien, Tunesien und Libyen bis zum ägyptischen Hurghada. Er fuhr sein erstes Rennen bei der Rallye Dakar 1988 und erreichte dort auf Steyr den 87. Platz. Später wechselte er für die nächsten drei Rennen auf einen Hino Ranger und gewann mit diesem Fahrzeug die Rallye Dakar 1997. Ab 1999 fuhr er auf MAN und erreichte damit bei der Rallye Dakar 2001 den dritten Platz. Bei der Rallye Dakar 2003 überfuhr er mit seinem LKW an der libysch-ägyptischen Grenze eine Antipersonenmine, die noch aus Zeiten des Libysch-Ägyptischen Grenzkriegs stammte, das Fahrzeugheck zerstörte und Reif damit zur Aufgabe zwang.